# Gare de Djelfa
La gare de Djelfa est une gare ferroviaire algérienne située sur le territoire de la commune de Djelfa, dans la wilaya de Djelfa.

## Situation ferroviaire
Établie à une altitude de 1 195 m, la gare est située au point kilométrique (PK) 143 de la ligne de Boughezoul à Laghouat, où elle est précédée de la  gare de Hassi Bahbah et suivie de celle de Sidi Makhlouf
| \| Djelfa Hassi Bahbah Aïn Oussara \| Localisation de la gare de Djelfa dans la wilaya de Djelfa. |
| Djelfa Hassi Bahbah Aïn Oussara                                                                   |

## Histoire

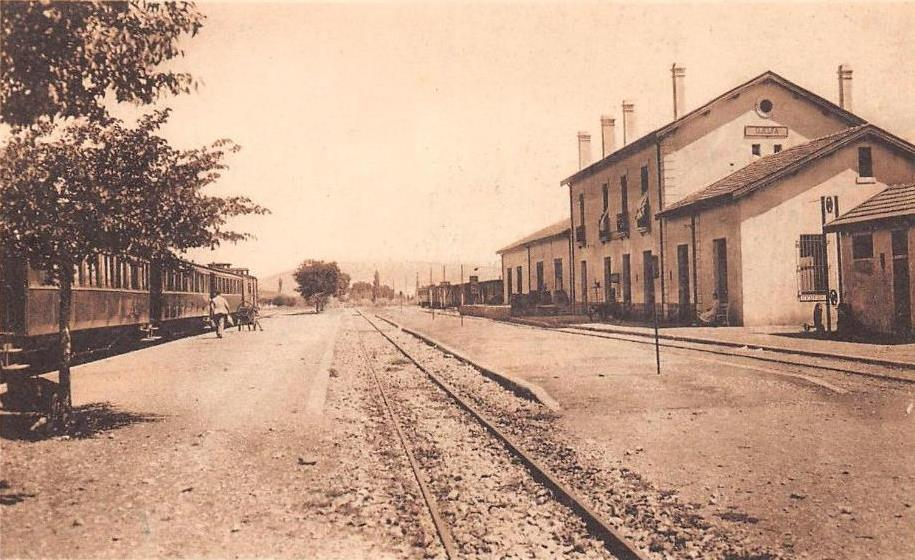
L'ancienne gare de Djelfa au début du XXe siècle.

La gare est mise en service le 29 octobre 2023 lors de l'inauguration de la ligne de Boughezoul à Laghouat,.

## Service des voyageurs

### Desserte
La gare de Djelfa est desservie par les trains régionaux des liaisons :
- Boughezoul - Laghouat ;
- Djelfa - Laghouat.

## Galerie

Sélection de vues
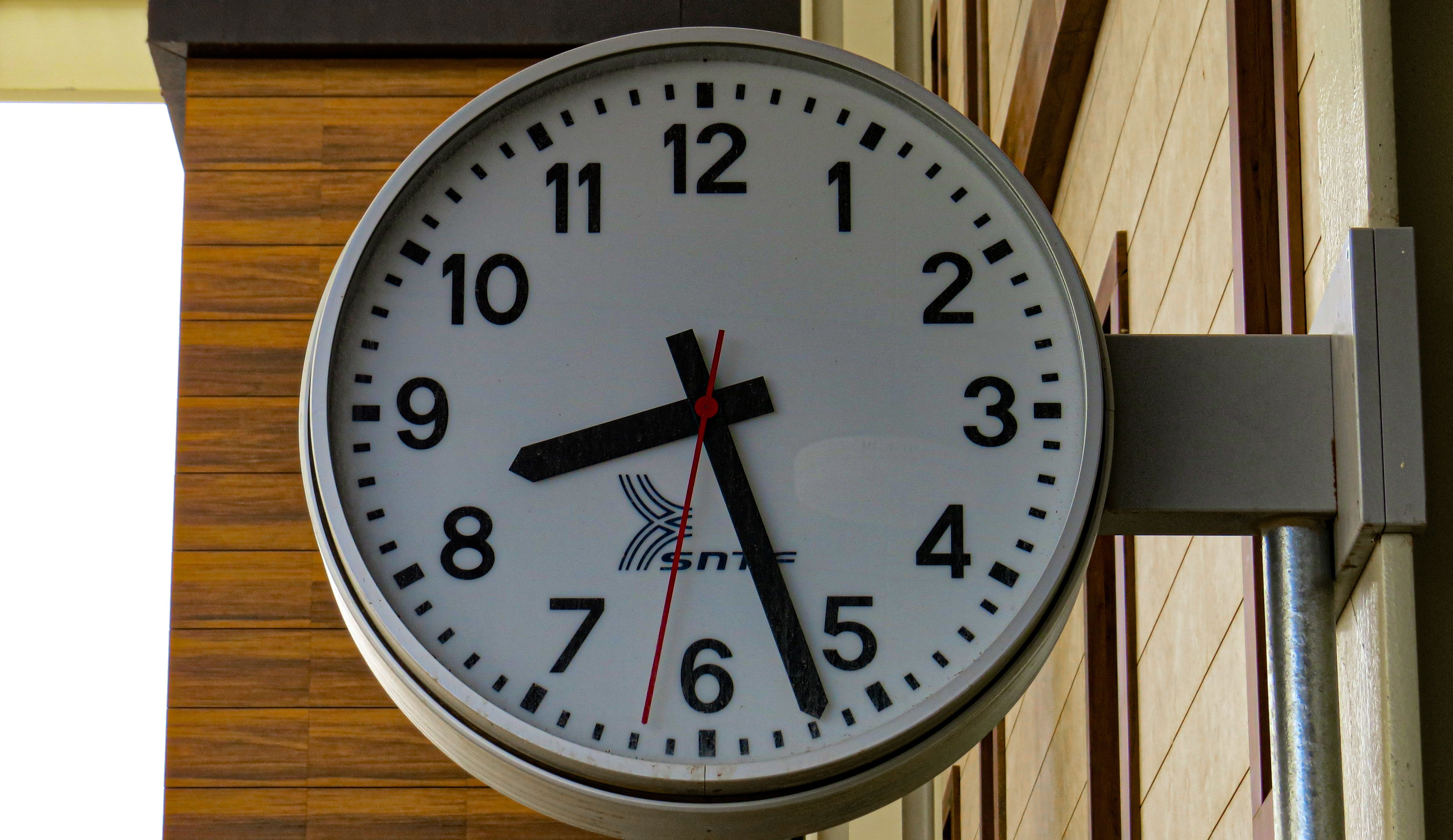
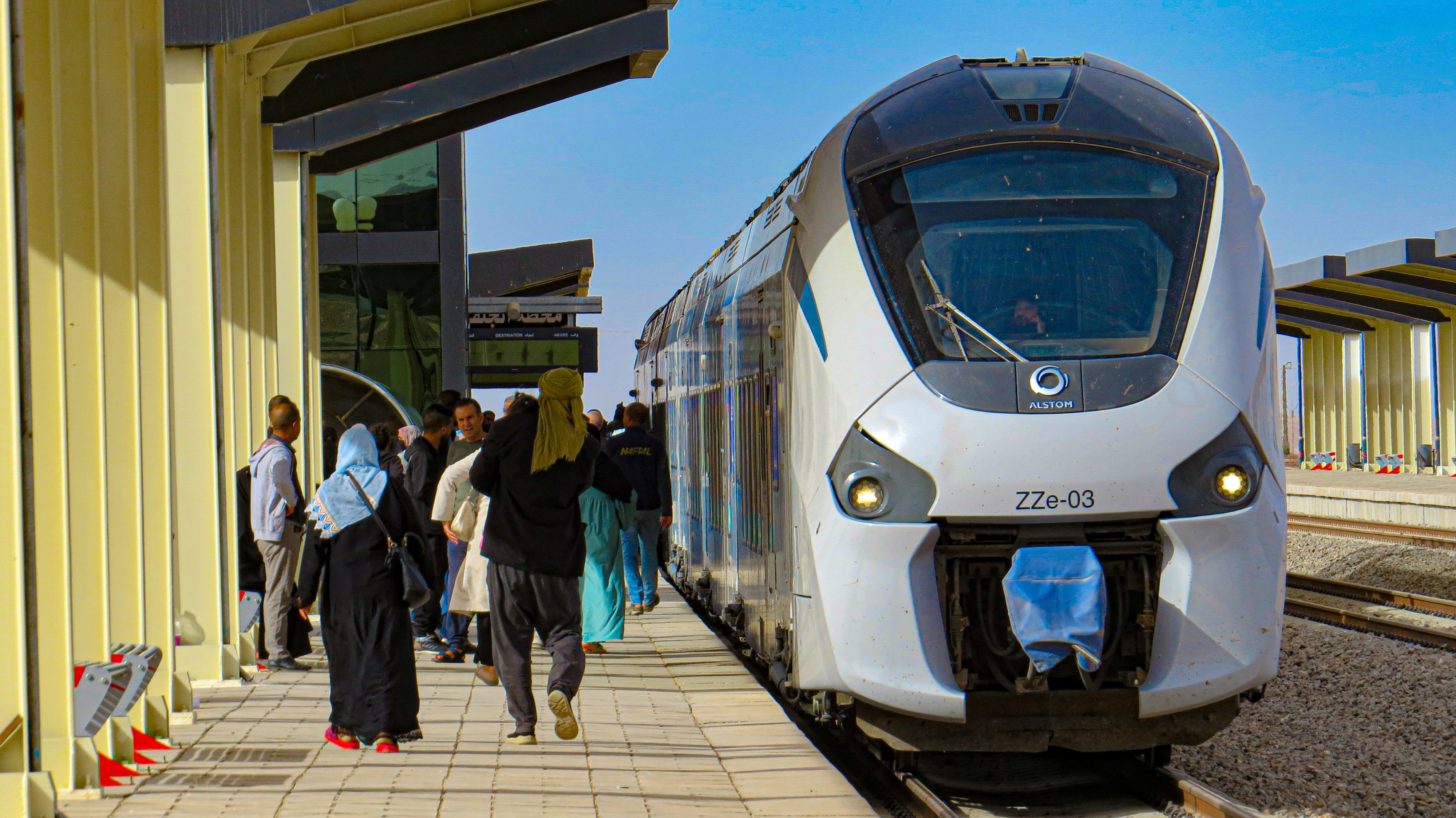
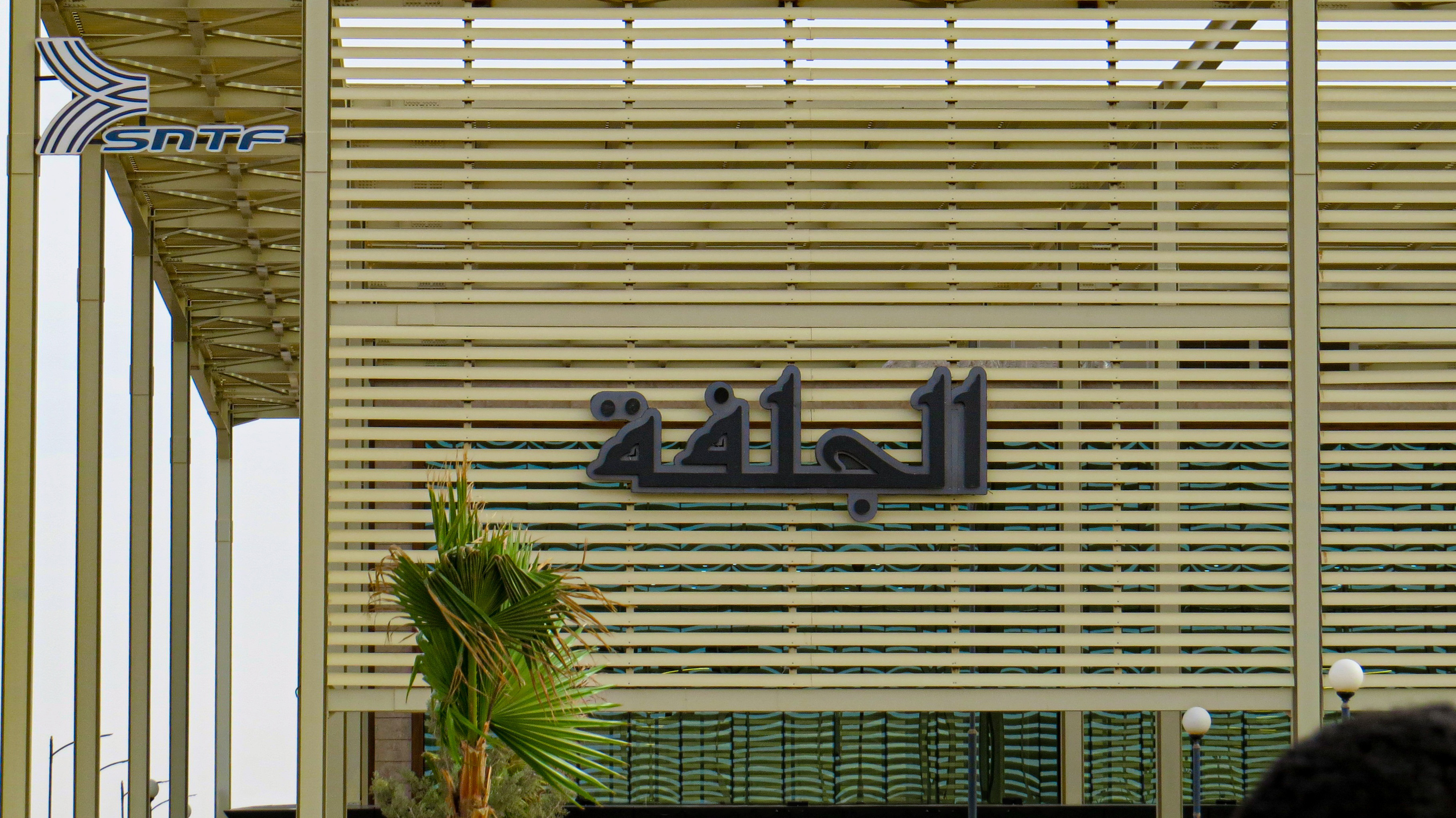